# Вибори до Івано-Франківської обласної ради 2015
Вибори до Івано-Франківської обласної ради 2015 — вибори депутатів Івано-Франківської обласної ради, які відбулися 25 жовтня 2015 року в рамках проведення місцевих виборів у всій країні.
Вибори відбулися за пропорційною системою, в якій кандидати закріплені за 84 виборчими округами. Для проходження до ради партія повинна була набрати не менше 5% голосів.

## Кандидати
Номери партій у бюлетені подані за результатами жеребкування:
| Номер у бюлетені | Назва                                 | Кількість кандидатів | Перший номер                  |
| ---------------- | ------------------------------------- | -------------------- | ----------------------------- |
| 1                | УКРОП                                 | 85                   | Палійчук Микола Васильович    |
| 2                | «Блок Петра Порошенка „Солідарність“» | 85                   | Гончарук Олег Романович       |
| 3                | Українська народна партія             | 45                   | Анушкевичус Віктор Андрюсович |
| 4                | «Громадянська позиція»                | 76                   | Ладовський Микола Васильович  |
| 5                | «Воля»                                | 79                   | Галабала Ольга Юріївна        |
| 6                | «Наш край»                            | 79                   | Гусак Руслан Олегович         |
| 7                | «Громадський рух „Народний контроль“» | 60                   | Гергелюк Володимир Іванович   |
| 8                | «Соціалісти»                          | 12                   | Присяжнюк Микола Васильович   |
| 9                | ВО «Батьківщина»                      | 85                   | Гладій Василь Іванович        |
| 10               | «Об'єднання „Самопоміч“»              | 38                   | Виноградник Тарас Теофілович  |
| 11               | «Опозиційний блок»                    | 16                   | Чуднов Василь Михайлович      |
| 12               | Народний рух України                  | 74                   | Шумега Ігор Станіславович     |
| 13               | ВО «Свобода»                          | 83                   | Сич Олександр Максимович      |
| 14               | Радикальна партія Олега Ляшка         | 32                   | Присяжнюк Тарас Володимирович |
| 15               | Українська Галицька партія            | 14                   | Перевізник Віталій Васильович |

## Результати
| Місце | Партія                                | % голосів | Кількість голосів | Зміна % 2015 до 2010 | Усього місць |
| ----- | ------------------------------------- | --------- | ----------------- | -------------------- | ------------ |
| 1     | «Блок Петра Порошенка „Солідарність“» | 21,82%    | 118 418           | ▲ +18,08%            | 23           |
| 2     | ВО «Батьківщина»                      | 16,62%    | 90 232            | ▲ +2,13%             | 18           |
| 3     | ВО «Свобода»                          | 14,95%    | 81 144            | ▼ -1,51%             | 16           |
| 4     | УКРОП                                 | 10,91%    | 59 193            | —                    | 12           |
| 5     | «Об'єднання „Самопоміч“»              | 7,42%     | 40 261            | —                    | 8            |
| 6     | «Воля»                                | 6,62%     | 35 929            | —                    | 7            |
| 7     | Радикальна партія Олега Ляшка         | 4,70%     | 25 486            | —                    | —            |
| 8     | «Громадянська позиція»                | 4,16%     | 22 584            | —                    | —            |
| 9     | «Громадський рух „Народний контроль“» | 3,05%     | 16 578            | —                    | —            |
| 10    | Українська народна партія             | 3,05%     | 16 560            | ▼ -1,10%             | —            |
| 11    | Народний рух України                  | 2,99%     | 16 234            | ▼ -0,50%             | —            |
| 12    | «Наш край»                            | 2,02%     | 10 985            | —                    | —            |
| 13    | «Опозиційний блок»                    | 0,71%     | 3864              | ▼ -7,48%             | —            |
| 14    | Українська Галицька партія            | 0,65%     | 3526              | —                    | —            |
| 15    | «Соціалісти»                          | 0,33%     | 1790              | —                    | —            |
|       | Усього голосів за партії              | 100%      | 542 784           |                      | 84           |
|       | Недійсні                              | 4,29%     | 24 321            |                      |              |
|       | Усього (явка 53,63%)                  | —         | 567 120           |                      |              |